# Escut de Rotglà i Corberà
L'escut de Rotglà i Corberà és un símbol representatiu oficial de Rotglà i Corberà, municipi del País Valencià, a la comarca de la Costera. Té el següent blasonament:
| « | Escut quadrilong de punta redona. Partit. Al primer quarter, d'or, un roser de sinople amb quatre roses de gules (pels Rotglà). Al segon quarter, d'or, tres corbs de sable en pal (pels Corberà). Al timbre corona reial oberta. | » |

## Història
L'escut fou aprovat per Resolució de 31 de juliol de 2002, del conseller de Justícia i Administracions Públiques, publicada en el DOGV núm. 4.330, de 6 de setembre de 2002.
S'hi representen les armes de cadascun dels dos pobles que el 1854 van formar el municipi actual: les dels Rotglà, antics senyors de la localitat homònima, antigament l'Alcúdia Blanca, i les armes parlants de Corberà.